# Ördögi angyal
Az Ördögi angyal Rúzsa Magdi első önálló albuma, amely 2006. november 20-án jelent meg.

## A lemezről
A Megasztár harmadik szériájának győztese előbb egy válogatás albummal jelentkezett (A döntőben elhangzott dalok), amely a tehetségkutató során előadott versenydalokból állt össze.
Az Ördögi angyal albumon található az Eurovíziós Dalfesztivál kilencedik helyéig jutott Unsubstantial Blues, és a Vigyázz a madárra.
A lemezen közreműködő zenészek között találjuk többek között Závodi Gábort, Madarász Gábort, Kovács Barnabást, Hoffer Pétert, Jamie Winchestert. Závodi, Madarász és Jamie dalszerzőként is közreműködött, csakúgy, mint a Megasztár-zsűriben szereplő Presser Gábor. Novák Péter szövegíróként vett részt. A hangmérnöki és zenei produceri munkálatokat Závodi Gábor látta el, illetve Presser Gábor, aki saját szerzeményeinek producere volt. Rúzsa Magdi dalszerzőként és szövegíróként is részt vett a munkálatokban.

## Dalok
| #   | Cím                   | Szerző/Producer               | -     |
| --- | --------------------- | ----------------------------- | ----- |
| 1.  | "Aprócska blues"      | Rúzsa Magdi                   | 02:59 |
| 2.  | "Csak a zene"         | Závodi                        | 04:55 |
| 3.  | "Hip-Hop"             | Duplessis/Jean/Restivo/Závodi | 03:43 |
| 4.  | "Nem vagyok jó neked" | Beng/McCord/Rúzsa             | 02:56 |
| 5.  | "Új nap"              | Lind/Závodi                   | 03:07 |
| 6.  | "Eltévedt idegen"     | Szabó/Winchester              | 04:22 |
| 7.  | "Ciki ez a helyzet"   | Funemyr/Gotthard/Závodi       | 03:22 |
| 8.  | "Álomangyal"          | Bettis/Leonard/Matrosky/Rúzsa | 03:45 |
| 9.  | "Szembejövő sáv"      | Madarász/Rúzsa                | 02:56 |
| 10. | "Nem baj"             | Barabás/Kovács/Oláh/Rúzsa     | 02:39 |
| 11. | "Nekem nem szabad"    | Novák/Presser                 | 03:33 |
| 12. | "Még egy dal"         | Novák/Presser                 | 03:44 |
| 13. | "A sors a neved"      | Józsa/Novák                   | 04:13 |
| 14. | "Vigyázz a madárra"   | Danek/Demjén                  | 04:38 |

## Videóklipek

### Aprócska blues/Unsubstantial blues
Magdi első önálló dala és első videóklipje is. A kisfilm cselekményében Magdi rajtakapja barátját egy másik lánnyal igencsak félreérthetetlen helyzetben, majd feldúltan törni-zúzni kezd közös lakásukban. Az események visszafelé játszódnak, így a nézőknek csak a törés-zúzás után válik világossá a megcsalás ténye. A klipet Hercz Péter rendezte.
| Toplista (2007)      | Helyezés |
| -------------------- | -------- |
| VIVA Chart           | 1        |
| MAHASZ Rádiós Top 40 | 9        |

### Hip-Hop
Az Ördögi angyal második videóklipje készült ehhez a dalhoz. A stílus teljesen más, mint az Aprócska blues-é. Címével ellentétben nem egy hiphopdalról, hanem egy szójátékról van szó: „Lehet Hip-Hop minden reggel, ha Rock and Roll lesz az éjjel...”
A videóklipnek nincs története. Magdi áll egy kis pódiumon, mikrofonnal a kezében, majd egy kanapén heverészik. A klipben 2 táncos is jelen van, akik hiphop tánccal színesítik az eseményeket.
A dal eredeti szerzője Carl Restivo és Wyclef Jean, a magyar szöveget Závodi Gábor írta.
| Toplista (2007)      | Helyezés |
| -------------------- | -------- |
| MAHASZ Rádiós Top 40 | 6        |

### Vigyázz a madárra
A dal eredetileg Révész Sándor szerzeménye, korábban Ákos is feldolgozta. A hozzá készült videóklip a 2007-es Kapcsolat koncerten rögzített felvételekből állt össze. Fekete fehér képsorokkal indul, majd később a refrén erejéig színessé válik.
| Toplista(2008)       | Helyezés |
| -------------------- | -------- |
| MAHASZ Rádiós Top 40 | 9        |